# جمهوری خلق مجارستان
جمهوری خلق مجارستان (به مجاری: Magyar Népköztársaság) نام کشور مجارستان از ۲۰ اوت ۱۹۴۹ تا ۲۳ اکتبر ۱۹۸۹ بود. مجارستان در این دوره توسط حزب کارگران سوسیالیست مجار و به عنوان یک دولت اقماری شوروی اداره می‌شد.